# Alexander Hellström
Alexander Hellström, född den 17 april 1987 i Falun, är en svensk före detta professionell ishockeyspelare som bland annat spelade för IF Björklöven i Hockeyallsvenskan. Hellström har också spelat för bland annat Peoria Rivermen, Sibir Novosibirsk och Luleå HF.

## Karriär
Hellström inledde sin karriär som hockeyspelare i Vännäs HC för att sedan spela i IF Björklövens juniorlag och representerade Västerbotten i TV-Pucken 2002. Mellan 2004 och 2007 spelade Hellström i Björklövens a-lag i Hockeyallsvenskan och säsongen 2006/07 blev han uttagen till JVM som gick i Sverige. Under denna period blev han draftad i 2006 års NHL Entry Draft i sjunde rundan som 184:e spelare totalt av St. Louis Blues, dock spelade han aldrig i klubben. Istället spelade Hellström mellan 2007 och 2009 för AHL-klubben Peoria Rivermen och sedan för Alaska Aces i ECHL.
För säsongen 2009/2010, lånades Hellström ut till Luleå HF. Under säsongen 2010/2011 lämnade Hellström organisationen inom St Louis Blues och skrev sedan på för KHL-klubben Sibir Novosibirsk. Efter ett år i Novosibirsk skrev Hellström på för den nya slovakiska KHL-klubben Lev Poprad. Klubben lades dock ner och flyttades efter endast en säsong och Hellström blev utköpt från sitt kontrakt och skrev därefter på ett try-out kontrakt med Brynäs IF. Efter sex matcher i European Trophy valde dock Brynäs att inte förlänga kontraktet med Hellström. Han skrev då istället på ett tillsvidarekontrakt med Björklöven. I mitten på maj 2013 förlängde Hellström kontraktet med två år.
Den 25 mars 2015 presenterades Hellström som ett av nyförvärven för Örebro HK i SHL. Den 10 april 2017 meddelades att Alexander Hellström förlängt med tre säsonger med Örebro. Efter tre säsonger i Örebro återvände Hellström till IF Björklöven och skrev ett treårskontrakt med Umeåklubben 15 maj 2018.